# Nagroda Literacka im. Władysława Reymonta
Nagroda Literacka im. Władysława Reymonta – polska nagroda literacka ustanowiona w 1994 roku przez Związek Rzemiosła Polskiego (ZRP). Nagroda jest przyznawana we współpracy ze Stowarzyszeniem Pisarzy Polskich i Związkiem Literatów Polskich; nagroda nosi imię Władysława Reymonta, laureata Nagrody Nobla w dziedzinie literatury (1924). Uchwałą z dnia 27 września 2011 Zarząd ZRP zdecydował zawiesić na dwa lata przyznawanie nagrody, od tamtej pory nie miała miejsca kolejna edycja konkursu. Po długiej przerwie Związek Rzemiosła Polskiego powrócił do ustanawiania nagrody i 1 października 2019 rozstrzygnięto XVIII edycję.
Kandydatów wyłania Jury, w skład którego wchodzą przedstawiciele fundatora Nagrody – Związku Rzemiosła Polskiego, wszyscy dotychczasowi laureaci Nagrody, prezesi związków twórczych pisarzy. Przewodniczącym jury jest prezes Związku Rzemiosła Polskiego. Laureat nagrody otrzymuje  gratyfikację pieniężną oraz dyplom, w postaci grawerowanej plakiety z podobizną Władysława Reymonta.
Nagroda była przyznawana w dwóch kategoriach:
- za twórczość całego życia
- za książkę wydaną w roku poprzedzającym

Od 2019 przyznawana jest w trzech kategoriach:
- za całokształt twórczości
- za dzieło literackie
- za działalność okołoliteracką

Laureatami Nagrody Literackiej im. Władysława Reymonta są:
- 1994 – Monika Żeromska (Wspomnienia), Piotr Kuncewicz (Agonia i nadzieja)
- 1995 – Jan Józef Szczepański (za twórczość całego życia); Anna Bolecka (Biały kamień), Andrzej Zaniewski (Szczur)
- 1996 – Jan Twardowski, Wojciech Żukrowski (za twórczość całego życia)
- 1997 – Ludmiła Marjańska, Janusz Krasiński (za twórczość całego życia); Wiesław Myśliwski (Widnokrąg)
- 1998 – Lesław Bartelski, Krystyna Kolińska, Włodzimierz Odojewski (za twórczość całego życia); Andrzej Braun (Psie Pole)
- 1999 – Olga Tokarczuk (Dom dzienny, dom nocny); Tadeusz Różewicz (za twórczość całego życia)
- 2000 – Zygmunt Kubiak (za twórczość całego życia); Marek Bieńczyk (Tworki)
- 2001 – Tadeusz Konwicki (za twórczość całego życia); Jarosław Abramow-Newerly (Lwy mojego podwórka)
- 2002 – Marek Nowakowski (za twórczość całego życia); Krzysztof Gąsiorowski (Biedne dwunożne mgły)
- 2003 – Witold Zalewski (za twórczość całego życia); Ryszard Kapuściński (Lapidarium V)
- 2004 – Marian Grześczak (za twórczość całego życia); Zbigniew Jerzyna (książka roku: Mówią i inne wiersze)
- 2005 – Jerzy Ficowski (za twórczość całego życia); Zbigniew Domino (Czas kukułczych gniazd) i Tomasz Łubieński (Wszystko w rodzinie)
- 2006 – Julia Hartwig (za twórczość całego życia); Eustachy Rylski (Warunek), Roman Śliwonik (Wrócić do Śródmieścia)
- 2007 – Ryszard Przybylski, Marek Wawrzkiewicz (za twórczość całego życia); Bogdan Loebl (Kwiat odwrócony. Kwiaty rzeźne)
- 2008 – Józef Hen, Krzysztof Karasek (za twórczość całego życia); Anna Janko (książka roku: Dziewczyna z zapałkami)
- 2009 – Hanna Krall, Marian Pilot (za twórczość całego życia); Marian Grześczak (książka roku)
- 2010 – Henryk Bereza, Roman Śliwonik (za twórczość całego życia); Henryk Bardijewski (książka roku: Wyprawa do kraju księcia Marginata), Erwin Kruk (książka roku: Spadek. Zapiski mazurskie 2007-2008)[4]
- 2019 – Piotr Wojciechowski (za całokształt twórczości); Wacław Sadkowski (Ktoś taki jak ty); Aldona Borowicz-Tchórzewska (za działalność okołoliteracką), Piotr Tengowski (nagroda specjalna)[2]